# Somowinangun
Somowinangun is een bestuurslaag in het regentschap Lamongan van de provincie Oost-Java, Indonesië. Somowinangun telt 1330 inwoners (volkstelling 2010).